# Valle de los Artesanos
El Valle de los Artesanos es la necrópolis de Deir el-Medina, donde están enterrados los constructores de las tumbas del Valle de los Reyes, que vivían en un poblado construido especialmente para ellos, Deir el-Medina (Set maat, lugar de Maat o de la Verdad), para mantenerlos apartados del resto de la población y así preservar los secretos de las tumbas reales.
Las tumbas del último periodo muestran calidad y buena técnica, así como la prosperidad de estos artesanos que tenían el privilegio de una concesión funeraria. Las tumbas debían construirse durante el tiempo libre, y las hacían de forma que el eje se alineara con el del templo del rey a quien habían servido. Actuaban también como embalsamadores y sacerdotes, y seguían los ritos fúnebres al fallecimiento de algún compañero, ritos que también debían seguir fuera del horario de trabajo. 

## La necrópolis
La necróplis se sitúa en la montaña y está compuesta por unas 500 tumbas, de las cuales 53, todas ellas de la época de las dinastías XIX y XX, están decoradas. Las primeras tumbas corresponden a tiempos de la dinastía XVIII, y las últimas al III periodo intermedio. Se han registrado con el código TT.
En la parte de la necrópolis más baja hay un pequeño cementerio, también coetáneo con la dinastía XVIII, en donde las tumbas eran individuales y muy pobres, sin decoración y conteniendo como único ajuar recipientes de comida para el Más Allá. Ma allá de estas tumbas, sobre la ladera, se encuentran otras también muy sencillas con adolescentes, y en la parte alta están los adultos. 
La decoración de tumbas privadas se limitaba en general a la capilla de entrada, lugar donde los familiares llevaban a cabo los ritos funerarios.En Deir el-Medina también está decorada la cámara funeraria, escogiendo los pasajes del Libro de los Muertos que interesara al propietario o que le recomendasen los sacerdotes. A veces se pintan unas escenas mientras se escriben los textos de otras diferentes. 

## Tumba de Sennedyem

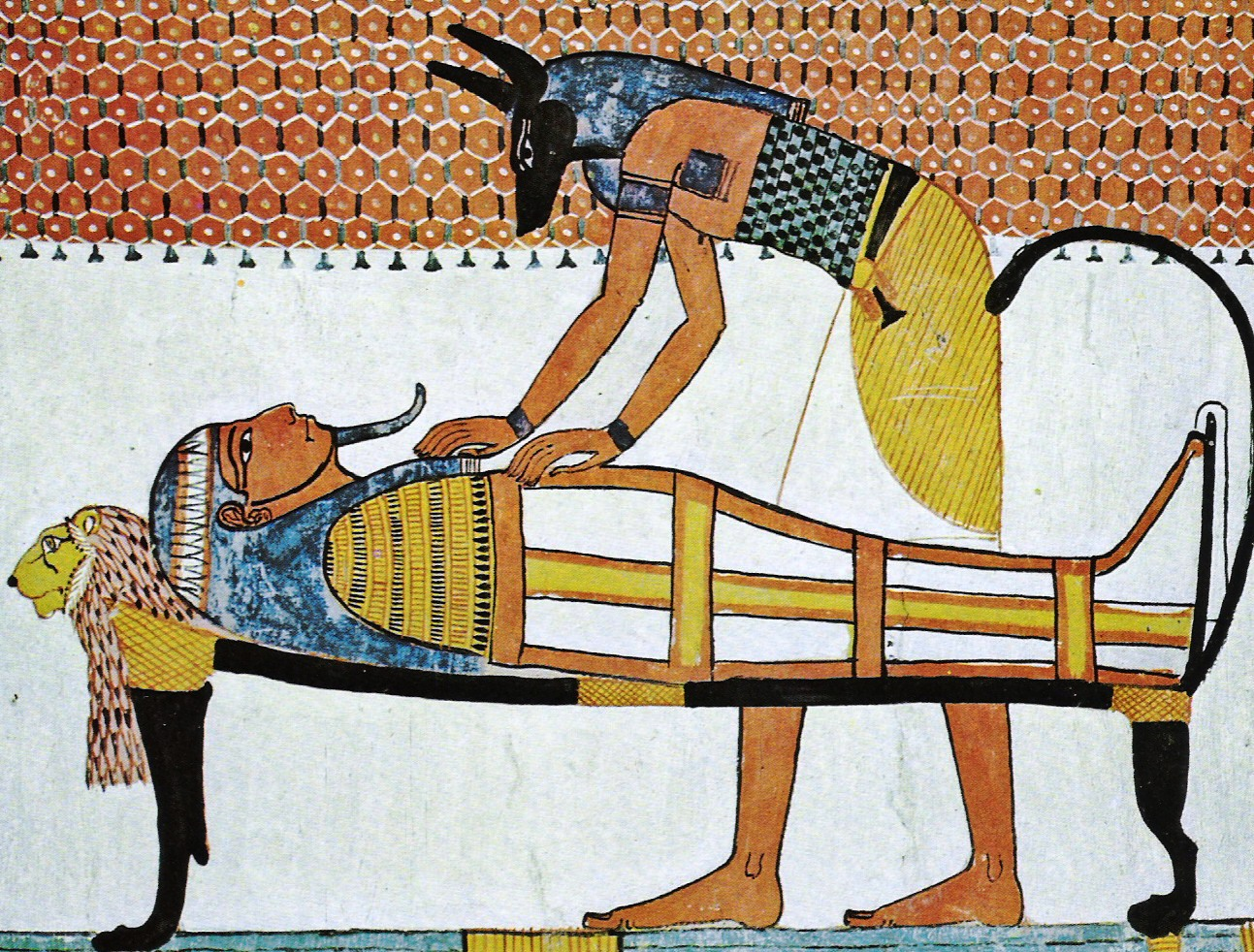
Anubis atendiendo a Sennedyem.

Siervo del lugar de la Verdad, Sennedyem era un obrero de Deir el-Medina que vivió durante los primeros años de la dinastía XIX
Su tumba, la TT1, fue descubierta en 1886 y es una de las pocas que estaban intactas. Está considerada como la mejor de la necrópolis al estar cerrada desde su construcción: la decoración de la cámara está intacta y en ella puede verse a Anubis cuidando la momia de Sennedyem que aparece con barba postiza y el cabello azulado, atributos de un dios e indicativo del poder de Osiris que la reanimación de Anubis produce. Fue excavada por Gaston Maspero, y Eduardo Toda hizo unos apuntes detallando el descubrimiento, aunque algo incompletos. 
La tumba es un panteón familiar, y contenía los sarcófagos con las momias y el ajuar funerario de Sennedyem, su esposa Iineferti, su hijo Jonsu y su nuera Tameket, así como el de otra mujer, Isis. Todo el contenido fue enviado a El Cairo, pero luego fue dispersado: los sarcófagos de Iineferti y Jonsu están en el Museo Egipcio de El Cairo de Nueva York, sus momias en el Peabody de Cambridge, el sarcófago y la momia de Tameket se encuentra en el Museo Egipcio de Berlín y Sennedyem permaneció en el Museo Egipcio de El Cairo. Otros objetos están diseminados por museos de París, Copenhague y Moscú.

## Tumba de Pashedu
Pashedu, según reflejó en su tumba (TT3), vivió durante los reinados de Seti I y Ramsés II, y se proclama artesano del Lugar de la Verdad. Estaba especializado en trabajar la piedra, era responsable de excavaciones y debía supervisar el trabajo realizado al hacer pasillos y cámaras. 
Su magnífica tumba es una de las más hermosas de Deir-el Medina. Sus frescos pintados sobre el yeso están bien conservados y representan el viaje del difunto al reino de Osiris. Entre las mejor conservadas hay una hermosa escena con el fallecido bebiendo las aguas del Amentit a la sombra de una palmera.

## Tumba de Inerjau
Inerjau era el maestro en el lugar de la Verdad y director de las obras del Señor de las Dos Tierras (en resumen, el capataz responsable de los equipos de trabajadores) durante los reinados de Ramsés III y Ramsés IV, un periodo de agitación social que acabó con la primera huelga de la historia. Su tumba es una de las mejor conservadas en este valle de los artesanos.
Inerjau tiene dos tumbas: la TT359 y la TT299, para poder enterrar a sus descendientes que no hubieran tenido derecho a una tumba. Este procedimiento comenzó a extenderse a finales de la dinastía XVIII entre los artesanos al ascender de categoría. Las tumbas fueron estudiadas por Bernard Bruyère en 1927, y parecen formar un grupo con las tumbas de Qaha (padre de Inerjau, tumba TT360) y Huy (padre de Qaha, tumba TT361). El conjunto está sobre una terraza elevada sobre terraplenes artificiales. 
La tumba TT359 posee unas pinturas de gran calidad: en la primera sala están representados varios faraones y reinas del Imperio Nuevo, como Amenhotep I y Ahmose-Nefertari, a los que Inerjau y su esposa Uabet rinden respeto, así como escenas familiares del matrimonio. En la segunda sala hay distintas pinturas de Inerjau y Uabet adorando a los dioses, así como textos del Libro de los Muertos. Una de las paredes fue cortada y trasladada al museo de Berlín, lo que dañó considerablemente la tumba. 
La tumba TT299 no está accesible hoy día, aunque la visitaron Lepsius en 1922 y Bruyère en 1927. Según las descripciones de éste, consta de una terraza que da paso a tres cámaras, que conservan parte de su decoración.

## Tumba de Irunefer

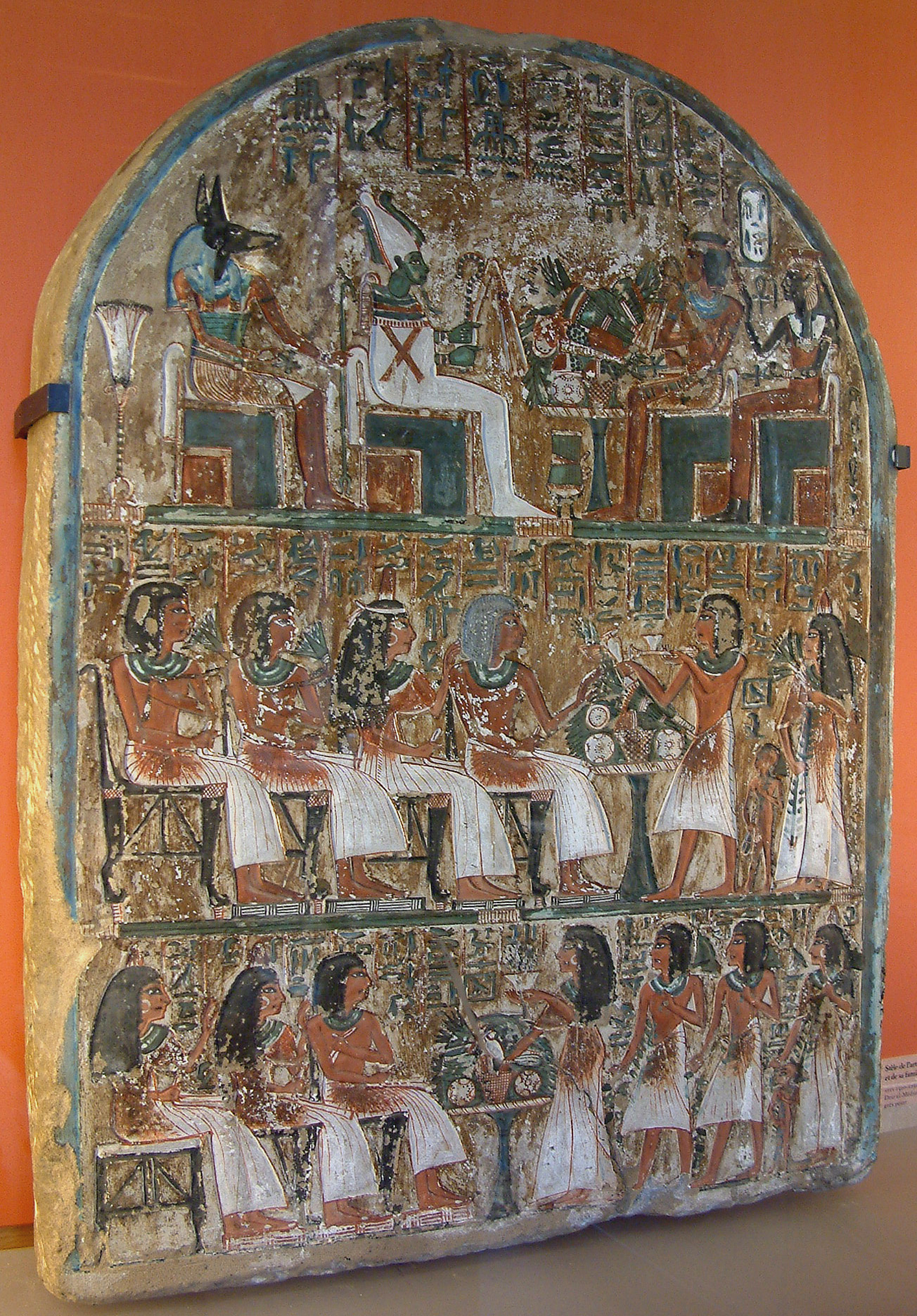
Estela mostrando a Irunefer y su familia bajo Anubis, Osiris, Amenhotep I y la madre de éste, Ahmose-Nefertari.

La tumba TT290 de Irunefer comparte una terraza de entrada con la TT291 de Najtim. Fue saqueada en la antigüedad y arrasada por el fuego, excepto la cámara funeraria que se ha salvado y muestra sus pinturas en todo su esplendor. Irunefer se presenta como Siervo del lugar de la Verdad, sin indicar su categoría ni a qué faraón sirvió.
La decoración está basada en imágenes, con algunos textos significativamente diferentes. Una de las paredes, como en otras muchas tumbas de este valle, está ocupada por Anubis dando vida al cuerpo de Irunefer, es un formato idéntico al de la tumba de Sennedyem, aunque sobre un fondo dorado y con textos ya acabado. 
Las escenas muestran el viaje al Duat, y, además de a su esposa, aprovecha sus privilegios de artesano real para ofrecer un lugar a sus padres, Sawadjet, capataz en el templo de Amón, y Tawosret, sirviente en el templo de Hathor, a los que cede una gran parte de la tumba y representa vestidos de fino lino como su hijo y nuera pero con peluca blanca, para diferencias generaciones. Al final de su viaje, Irunefer aparece con un shenti (falda) largo a la sombra de una palmera mientras bebe agua de un río.

## Tumba de Ja
Ja era Jefe de los trabajos en las Obras de las Tumbas Reales y Escriba Real, es decir arquitecto, durante los reinados de Amenhotep II, Tutmosis IV y Amenhotep III. Su tumba, la TT8 se descubrió inviolada, sellada y con un cerrojo corrido, y muestra todo su ajuar. 
La sepultura está orientada hacia el templo de Amenhotep II y además de Ja están enterrados en ella su esposa Merit y sus hijos. La tumba no está decorada, pero contaba con un ajuar muy completo que hoy está en el Museo Egipcio de Turín: muebles, alimentos, ropas, instrumentos de su oficio, regalos del faraón, pelucas, ungüentos, costurero, ... incluso un retrete, así como un manuscrito funerario de 38 páginas perfectamente conservado. Lejos de la tumba, algo único, tiene una pequeña capilla coronada por un piramidón y su decoración es de estilo similar al amarniense. En medio de flores, se ven escenas familiares de Ja con su esposa y hermanos y otras con temas musicales.